# Kasteel Gödens
Het Kasteel Gödens (Duits Schloss Gödens) is een waterslot tussen Dykhausen en Neustadtgödens in de gemeente Sande in de Duitse deelstaat Nedersaksen. Het oorspronkelijke kasteel uit 1517 werd  door brand verwoest. In 1671 werd het kasteel in deels Nederlandse barokstijl  herbouwd door Harro Burchard von Frydag ( zie ook: Neustadtgödens). Het kasteel is niet opengesteld voor het publiek, want het is privé-eigendom en residentie van een Pruisisch adellijk geslacht,  de grafelijke familie Von Wedel. Het park rondom het kasteel is  van maandag t/m vrijdag vrij te bezichtigen. Enkele vertrekken binnen waren t/m 2019 tweemaal per jaar wel toegankelijk, ter gelegenheid van een Landpartie (een openbaar toegankelijk tuinfeest) en een kerstmarkt.